# Maesiella
Maesiella là một chi ốc biển, là động vật thân mềm chân bụng sống ở biển trong họ Turridae.

## Các loài
Các loài thuộc chi Maesiella bao gồm:
- Maesiella hermanita (Pilsbry & Lowe, 1932)[3]
- Maesiella maesae McLean & Poorman, 1971[4]
- Maesiella punctatostriata (Carpenter, 1856)[5]